# Сечняк Лев Костянтинович
Лев Костянтинович Сечняк (Січняк) (4 квітня 1924, місто Миргород, тепер Полтавської області — 8 серпня 2000, місто Одеса) — український радянський діяч, науковець-селекціонер, директор Всесоюзного селекційно-генетичного інституту ВАСГНІЛ в Одесі. Доктор сільськогосподарських наук (1974), академік ВАСГНІЛ (1985), академік Української академії аграрних наук. Кандидат в члени ЦК КПУ в 1986—1990 роках.

## Біографія
Учасник німецько-радянської війни. Служив механіком у Вищій офіцерській школі повітряного бою ВПС СРСР.
У 1948 році закінчив Всесоюзний сільськогосподарський інститут заочного навчання.
У 1953—1955 роках — завідувач відділу, у 1955—1957 роках — виконувач обов'язків заступника директора Кримської державної комплексної сільськогосподарської дослідної станції. У 1957—1962 роках — старший науковий співробітник Кримської обласної сільськогосподарської дослідної станції.
Член КПРС з 1961 року.
У 1962—1971 роках — заступник директора з науки Кримської обласної сільськогосподарської дослідної станції.
У 1971—1978 роках — заступник директора з наукової роботи Всесоюзного селекційно-генетичного інституту ВАСГНІЛ.
У 1978—1987 роках — директор Всесоюзного селекційно-генетичного інституту ВАСГНІЛ в місті Одесі, завідувач лабораторії насіннєзнавства. У 1987—1989 роках — старший науковий співробітник Всесоюзного селекційно-генетичного інституту ВАСГНІЛ.
Потім — на пенсії у місті Одесі.
Основні наукові дослідження присвячені вивченню екологічних основ насінництва, урожайних якостей насіння і шляхів їх підвищення. Опублікував біля 200 наукових праць, у тому числі 7 монографій.

## Звання
- сержант

## Нагороди
- два ордени Трудового Червоного Прапора (1971, 1977)
- орден Знак Пошани (1966)
- орден Вітчизняної війни ІІ ст. (1985)
- медалі
- почесна грамота Президії Верховної Ради УРСР (1984)